# 渡辺友子
渡辺 友子（わたなべ ともこ、1944年11月16日 - ）は、日本の歌手、タレント。ROY Entertainment japan 所属。東京都豊島区出身。旧芸名＝渡辺トモコ、渡辺ともこ。娘は元女優の藤尾美紀、藤尾亜紀。元夫はジェリー藤尾。

## 来歴・人物
幼少期から音羽ゆりかご会やポリドール児童合唱団で童謡を歌う。1958年にジャズに転じ、1960年「ザ・ハイティーン」で歌手としてデビューする。主な曲に「トモコのクレメンタイン（いとしのクレメンタイン）」「ケアレス・ラブ」などがある。
1964年ジェリー藤尾と結婚し、一時芸能界を引退したが、一家揃ってのバラエティ番組への出演や「にっぽんの歌」の司会などで復帰する。藤尾とのおしどり夫婦ぶり、明るく爽やかな良妻賢母キャラが人気だった。
1985年に入り夫婦の不仲が報じられ始め、同年末に渡辺が家を出るかたちで別居。1986年7月12日、藤尾と正式離婚。その際にワイドショーなどマスコミを通じて藤尾の不祥事を次々と明かし、事実上、藤尾を表舞台から退かせる事態となったが、そんな状況にもかかわらず2人の娘が共に藤尾の側に付いた事や、長女が渡辺に反論し渡辺自身の素行や男性関係を暴露。「あの人はクズ」と発言するに至り、実際の離婚原因が渡辺自身の度重なる不貞であったことが後々明らかとなったことで、渡辺の主張とそれを鵜呑みにした報道を行ったマスコミの報道内容やその中立性については疑問を持たれることになった。
その後はミュージカルの舞台、テレビドラマ、地方イベントや懐メロコンサートなどに出演、活動を続けている。

## 出演作品

### 映画
- 哀しき60才（1961年）
- 幽霊五十三次（1961年）

- アワモリ君売出す（1961年）
- 夕やけ小やけの赤とんぼ（1961年）
- アワモリ君乾杯!（1961年）
- 喜劇 駅前弁当（1961年）
- アワモリ君西へ行く（1961年）
- 若き日の次郎長 東海道のつむじ風（1962年）
- 上を向いて歩こう（1962年）
- 九ちゃん音頭（1962年）
- ひとりぼっちの二人だが（1962年）
- バラキンと九ちゃん 申し訳ない野郎たち（1962年）
- 九ちゃんの大当りさかさま仁義（1963年）
- ジェリーの森の石松（1963年）
- がんばれ!ベアーズ大旋風 -日本遠征-（1978年、夫のジェリー藤尾、娘の藤尾美紀、藤尾亜紀とともに本人役で出演。）

### ドラマ
- 東芝日曜劇場 / ひとりで歩こう（1961年、TBS）
- 毎度おさわがせしますIII（1987年、TBS） - 浅野光子 役
- オレの妹急上昇（1987年11月16日 - 1988年3月21日、CX） - 桜河内和子 役
- 光GENJI青春ドラマ あぶない少年II1988年、TX）
- 妻そして女シリーズ 心霊ドラマスペシャルIII『夏色怪談』（1989年8月14日 - 8月25日、毎日放送・TBS系） - 岡本ともこ 役
- 暴れん坊将軍IV 第42話「女賞金稼ぎ 子連れ旅! 」（1992年、ANB） お弓役
- ドラマシティ / 花嫁の憂うつ（1993年、YTV）
- 愛と疑惑のサスペンス「女医彩子・いのちの代償」（1994年、KTV）

### バラエティ
- 笑って!笑って!!60分（1975年 - 降板時期不明、TBS）ジェリー藤尾と共に司会を担当、また一家でレギュラー出演
- クイズ!脳ベルSHOW（2018年12月、BSフジ）

### 音楽番組
- パントポップショー（TBS）ジェリー藤尾との出会いとなった番組
- みんなのうた（NHK）

| 初放送                                         | 曲目               | コーラス                        | 再放送                                       | 備考               |
| ---------------------------------------------- | ------------------ | ------------------------------- | -------------------------------------------- | ------------------ |
| 1961年（昭和36年）12月 - 1962年（昭和37年）1月 | 風も雪もともだちだ | みすず児童合唱団                | 2022年（令和4年）12月 - 2023年（令和5年）1月 | 「渡辺トモコ」名義 |
| 1962年（昭和37年）4月 - 5月                    | バスの歌           | ロイヤルナイツ みすず児童合唱団 | 2020年（令和2年）4月 - 5月                   | 「渡辺トモ子」名義 |

### CM
- トヨタ・カローラ[3]